# 送庄镇
送庄镇，是中华人民共和国河南省洛陽市孟津区下辖的一个乡镇级行政单位。

## 行政区划
送庄镇下辖以下地区：
送庄村、护庄村、三十里铺村、裴坡村、西山头村、后沟村、营庄村、莫家沟村、凤凰台村、东山头村、白鹿庄村、负图村、权家岭村、朱家寨村、梁凹村、十里头村和清河口村。